# Ptomascopus morio
Ptomascopus morio är en skalbaggsart som beskrevs av Ernst Gustav Kraatz 1877. Ptomascopus morio ingår i släktet Ptomascopus och familjen asbaggar. Inga underarter finns listade i Catalogue of Life.